# Scott Wilson (attore)
Scott Wilson, nato William Delano Wilson (Atlanta, 29 marzo 1942 – Los Angeles, 6 ottobre 2018), è stato un attore statunitense.

## Biografia
Wilson è apparso in molti film dagli anni sessanta in poi, tra cui La calda notte dell'ispettore Tibbs, Il grande Gatsby, La nona configurazione, Dredd - La legge sono io, Dead Man Walking - Condannato a morte, Pearl Harbor e The Host. È stato candidato al Golden Globe per la sua interpretazione nel film La nona configurazione.
In campo televisivo ha avuto un ruolo ricorrente nella famosa serie televisiva CSI - Scena del crimine, dove interpretava Sam Braun, padre di Catherine Willows. Dal 2011 al 2014 ha preso parte alla serie televisiva The Walking Dead, dove ha interpretato il ruolo di Hershel Greene.
Nel 2007 la Screen Actors Guild ha deciso di premiarlo con un Ralph Morgan Award per il contributo reso ai membri dell'associazione. Wilson è morto all'età di 76 anni per complicanze dovute alla leucemia, malattia da cui era affetto da tempo. È stato sepolto nel Forest Lawn Memorial Park di Hollywood Hills, California.

## Riconoscimenti
- Golden Globe
  - 1981 - Candidatura al miglior attore non protagonista per La nona configurazione

## Filmografia

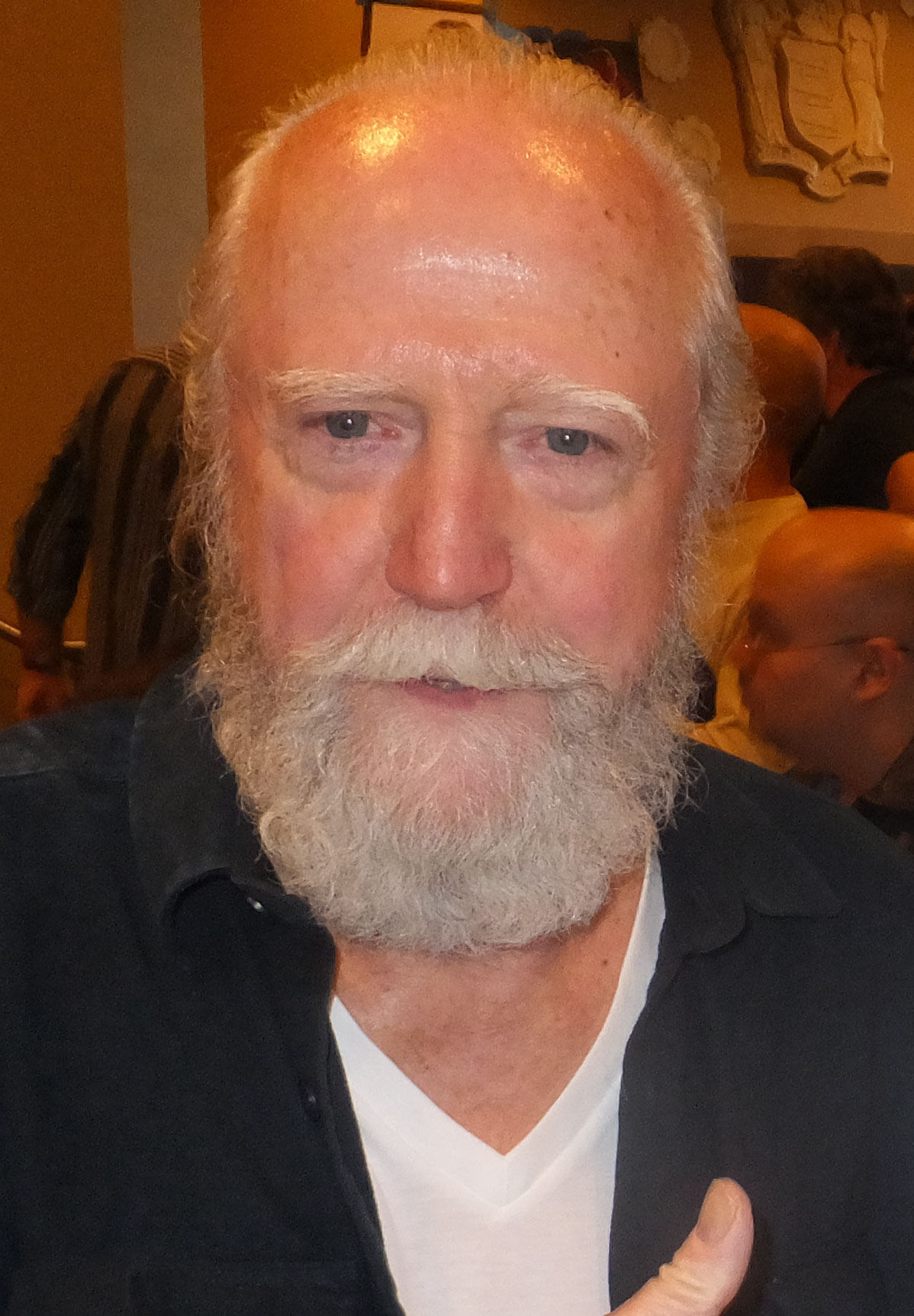
Scott Wilson al Chiller Theatre Expo 2013 a Parsippany, New Jersey

### Cinema
- La calda notte dell'ispettore Tibbs (In the Heat of the Night), regia di Norman Jewison (1967)
- A sangue freddo (In Cold Blood), regia di Richard Brooks (1967)
- Ardenne '44, un inferno (Castle Keep), regia di Sydney Pollack (1969)
- I temerari (The Gypsy Moths), regia di John Frankenheimer (1969)
- Grissom Gang (Niente orchidee per Miss Blandish) (The Grissom Gang), regia di Robert Aldrich (1971)
- I nuovi centurioni (The New Centurions), regia di Richard Fleischer (1972)
- La terra si tinse di rosso (Lolly-Madonna XXX), regia di Richard C. Sarafian (1973)
- Il grande Gatsby (The Great Gatsby), regia di Jack Clayton (1974)
- The Passover Plot, regia di Michael Campus (1976)
- La ilegal, regia di Arturo Ripstein (1979)
- La nona configurazione (The Ninth Configuration), regia di William Peter Blatty (1980)
- Uomini veri (The Right Stuff), regia di Philip Kaufman (1983)
- L'anno del sole quieto (Rok spokojnego słońca), regia di Krzysztof Zanussi (1984)
- Oltre il confine (On the Line), regia di José Luis Borau (1984)
- Aviator - Amore tra le nuvole (The Aviator), regia di George Trumbull Miller (1985)
- Blue City, regia di Michelle Manning (1986)
- Malone - Un killer all'inferno (Malone), regia di Harley Cokeliss (1987)
- Johnny il bello (Johnny Handsome), regia di Walter Hill (1989)
- Young Guns II - La leggenda di Billy the Kid (Young Guns II), regia di Geoff Murphy (1990)
- L'esorcista III (The Exorcist III), regia di William Peter Blatty (1990)
- La cruz de Iberia, regia di Eduardo Mencos (1990)
- Femme fatale, regia di Andre R. Guttfreund (1991)
- È tutta fortuna (Pure Luck), regia di Nadia Tass (1991)
- Omicidi di provincia (Flesh and Bone), regia di Steve Kloves (1993)
- Geronimo (Geronimo: An American Legend), regia di Walter Hill (1993)
- Mother, regia di Frank LaLoggia (1995)
- Pecos Bill - Una leggenda per amico (Tall Tale: The Unbelievable Adventures of Pecos Bill), regia di Jeremiah S. Chechik (1995)
- Dredd - La legge sono io (Judge Dredd), regia di Danny Cannon (1995) – non accreditato
- Storie d'amore (The Grass Harp), regia di Charles Matthau (1995)
- Dead Man Walking - Condannato a morte (Dead Man Walking), regia di Tim Robbins (1995)
- Shiloh, un cucciolo per amico (Shiloh), regia di Dale Rosenbloom (1996)
- Fratello del nostro Dio (Brat naszego Boga), regia di Krzysztof Zanussi (1997)
- Soldato Jane (G.I. Jane), regia di Ridley Scott (1997)
- Puraido: Unmei no toki, regia di Shunya Itô (1998)
- Il sapore del sangue (Clay Pigeons), regia di David Dobkin (1998)
- Shiloh 2: Shiloh Season, regia di Sandy Tung (1999)
- The Debtors, regia di Evi Quaid (1999)
- Vendetta Finale (South of Heaven, West of Hell), regia di Dwight Yoakam (2000)
- Le vie della violenza (The Way of the Gun), regia di Christopher McQuarrie (2000)
- Animal (The Animal), regia di Luke Greenfield (2001)
- Pearl Harbor, regia di Michael Bay (2001)
- Bark!, regia di Kasia Adamik (2002)
- Coastlines, regia di Víctor Núñez (2002)
- Don't Let Go, regia di Max Myers (2002)
- Monster, regia di Patty Jenkins (2003)
- L'ultimo samurai (The Last Samurai), regia di Edward Zwick (2003)
- Junebug, regia di Phil Morrison (2005)
- Come Early Morning, regia di Joey Lauren Adams (2006)
- Open Window, regia di Mia Goldman (2006)
- Shiloh e il mistero del bosco (Saving Shiloh), regia di Sandy Tung (2006)
- The Host (Gwoemul), regia di Bong Joon-ho (2006)
- Behind the Mask - Vita di un serial killer (Behind the Mask: The Rise of Leslie Vernon), regia di Scott Glosserman (2006)
- The Sensation of Sight, regia di Aaron J. Wiederspahn (2006)
- Lo spaccacuori (The Heartbreak Kid), regia di Peter e Bobby Farrelly (2007)
- Big Stan, regia di Rob Schneider (2007)
- Saving Grace B. Jones, regia di Connie Stevens (2009)
- Bottleworld, regia di Alexander Smith (2009)
- For Sale by Owner, regia di Robert J. Wilson (2009)
- Radio Free Albemuth, regia di John Alan Simon (2010)
- Dorfman, regia di Brad Leong (2011)
- Hostiles - Ostili (Hostiles), regia di Scott Cooper (2017)

### Televisione
- Ai confini della realtà (The Twilight Zone) – serie TV, episodio 1x17 (1986)
- Ricercato vivo o morto (The Tracker), regia di John Guillermin – film TV (1988)
- Jesse, regia di Glenn Jordan – film TV (1988)
- Elvis and the Colonel: The Untold Story, regia di William A. Graham – film TV (1993)
- Soul Survivors, regia di Sandy Johnson – film TV (1995)
- Il prezzo della giustizia (The Jack Bull), regia di John Badham – film TV (1999)
- X-Files (The X-Files) – serie TV, episodio 7x07 (2000)
- CSI - Scena del crimine (CSI: Crime Scene Investigation) – serie TV, 9 episodi (2001-2006)
- Guide Season, regia di Michael Hacker – film TV (2002)
- Karen Sisco – serie TV, episodio 1x02 (2003)
- Law & Order - I due volti della giustizia (Law & Order) – serie TV, episodio 15x22 (2005)
- Justified – serie TV, episodio 2x06 (2011)
- Five, regia di Jennifer Aniston – film TV (2011)
- Enlightened - La nuova me (Enlightened) – serie TV, episodio 1x03 (2011)
- The Walking Dead – serie TV, 33 episodi (2011-2013)
- Bosch – serie TV, episodi 1x01-1x08-1x10 (2014-2015)
- Damien – serie TV, 5 episodi (2016)
- The OA – serie TV, 9 episodi (2016-2019)

## Doppiatori italiani
Nelle versioni in italiano delle opere in cui ha recitato, Scott Wilson è stato doppiato da:
- Cesare Barbetti in La calda notte dell'ispettore Tibbs, A sangue freddo, Ardenne '44, un inferno, CSI - Scena del crimine
- Dario Penne in Dredd - La legge sono io, The Walking Dead, The OA
- Carlo Reali ne I temerari, Hostiles - Ostili
- Gil Baroni in Dead Man Walking - Condannato a morte, Open Window
- Franco Zucca in Soldato Jane, Law & Order - I due volti della giustizia
- Ambrogio Colombo in X-Files, Enlightened - La nuova me
- Pietro Biondi in Lo spaccacuori, Bosch
- Ferruccio Amendola ne Il grande Gatsby
- Alessandro Rossi in Johnny il bello
- Gianni Musy in Young Guns II - La leggenda di Billy the Kid
- Gino La Monica in L'esorcista III
- Marcello Tusco in Omicidi di provincia
- Vittorio Amandola in Pecos Bill - Una leggenda per amico
- Sergio Fiorentini in Le vie della violenza
- Michele Kalamera in CSI - Scena del crimine (ep. 7x01-7x02)
- Luciano De Ambrosis in L'ultimo samurai
- Vittorio Di Prima in Junebug
- Sergio Matteucci in The Host
- Gianni Giuliano in Justified
- Pieraldo Ferrante in The Walking Dead (ep. 9x05)
- Saverio Moriones in Five